# Rezerwat przyrody Jaksonek
Rezerwat przyrody Jaksonek – florystyczny rezerwat przyrody na terenie gminy Aleksandrów, w powiecie piotrkowskim, w województwie łódzkim. Rezerwat znajduje się w Sulejowskim Parku Krajobrazowym wchodzącym w skład zespołu Nadpilicznych Parków Krajobrazowych.
Został powołany Zarządzeniem Ministra Leśnictwa i Przemysłu Drzewnego z 18 maja 1984 roku (M.P. z 1984 r. nr 15, poz. 108). Według aktu powołującego, celem ochrony jest zachowanie stanowiska zimoziołu północnego oraz kilku zbiorowisk leśnych o charakterze naturalnym. Rośnie tu także inny rzadki w środkowej Polsce gatunek – przytulia okrągłolistna. Na terenie rezerwatu występuje 5 typów zbiorowisk leśnych: dąbrowa świetlista, grąd kontynentalny, bór mieszany sosnowo-dębowy, bór sosnowy świeży oraz bór sosnowy suchy.
Rezerwat początkowo zajmował powierzchnię 26,90 ha. W 1989 roku powiększono go i obecnie zajmuje 79,67 ha.
Według obowiązującego planu ochrony ustanowionego w 2018 roku, obszar rezerwatu objęty jest ochroną czynną.